# Хауард Лејк (Минесота)
Хауард Лејк (енгл. Howard Lake) град је у америчкој савезној држави Минесота.

## Демографија
По попису из 2010. године број становника је 1.962, што је 109 (5,9%) становника више него 2000. године.
| Група             | 2000.         | 2010.         |
| Белци             | 1.811 (97,7%) | 1.839 (93,7%) |
| Афроамериканци    | 5 (0,3%)      | 12 (0,6%)     |
| Азијати           | 7 (0,4%)      | 4 (0,2%)      |
| Хиспаноамериканци | 19 (1,0%)     | 93 (4,7%)     |
| Укупно            | 1.853         | 1.962         |